# Zupia
En viticultura, se le denomina Zupia al poso de vino.
También puede hacer referencia al vino turbio por estar revuelto con el poso.